# Stade Nungesser
Stade Nungesser – stadion piłkarski, położony w mieście Valenciennes, Francja. Oddany został do użytku w 1930 roku. Od tego czasu swoje mecze na tym obiekcie rozgrywał zespół piłkarski Valenciennes FC. Jego pojemność wynosi 21 268 miejsc. Rekordową frekwencję, wynoszącą 21 268 osób, odnotowano w 1955 roku podczas meczu ligowego pomiędzy Valenciennes FC a CS Sedan.
W 2011 roku Stade Nungesser został zastąpiony nowoczesnym Stade du Hainaut, który może pomieścić ponad 25 000 widzów.